# Admontia badiceps
Admontia badiceps är en tvåvingeart som beskrevs av Henry J. Reinhard 1958. Admontia badiceps ingår i släktet Admontia och familjen parasitflugor.
Artens utbredningsområde är Washington. Inga underarter finns listade i Catalogue of Life.